# Гейне, Вольфганг
Вольфганг Гейне (нем. Wolfgang Heine; 3 мая 1861, Позен, Провинция Позен, Пруссия (ныне Познань, Польша) — 9 мая 1944, Аскона, Швейцария) — немецкий политический и государственный деятель, социал-демократ, премьер-министр Свободного государства Анхальт (1918—1919), министр юстиции Пруссии (1918—1919) и министр внутренних дел Веймарской республики (1919—1920). Один из самых знаменитых адвокатов Германии; отличался большой юридической эрудицией и замечательным даром речи.

## Биография
Сын директора школы. В 1879—1884 годах изучал естественные науки в университетах Бреслау, Тюбингена и Берлина, затем — право. В 1882—1883 годах — на военной службе. С 1881 до 1897 был членом и председателем антисемитского студенческого союза. Слушал лекции Адольфа Вагнера.
После окончания учёбы на юридическом факультете с 1884 по 1889 г. служил юристом прусской государственной администрации, с 1889 г. — асессором. 
Занимаясь в Берлине юридической практикой, благодаря участию в политических процессах сблизился с социал-демократами. В 1884 г. стал членом Социал-демократической рабочей партии. В партии занимает место на правом фланге в рядах бернштейнианцев и являлся постоянной мишенью для крайне резких нападок со стороны левого крыла партии.
Даже в среде идейно близких ревизионистов Гейне выделялся своим сопротивлением организации уличных социалистических демонстраций, и от исключения из рядов СДПГ его спасала лишь популярность, приобретенная во время борьбы в рейхстаге против пресловутого Lex Heinze» (закона о цензуре).
С 1887 года имел юридическую фирму в Берлине. Защищал социал-демократов в судебных политических процессах.
С 1898 по 1920 год — депутат Рейхстага от СДПГ. В 1919 — член Веймарского национального собрания.
Будучи сотрудником «Sozialistische Monatshefte», ещё задолго до Первой мировой войны, вопреки антимилитаристским установкам партии, ратовал за увеличение военного бюджета Германии. На протяжении самой войны Гейне был известен как один из самых ярых социал-шовинистов.
После Ноябрьской революции в 1918 г. был назначен председателем государственного совета (премьер-министром) Свободного государства Анхальт (ноябрь 1918 — июнь 1919).
С 27 ноября 1918 года занимал также пост министра юстиции Пруссии. С марта 1919 по март 1920 года — министра внутренних дел первого коалиционного правительства Пруссии. После Капповского путча был заменён на посту министра Карлом Зеверингом. Путчисты предлагали ему и ряду другим лидерам правого крыла СДПГ (в том числе Густаву Носке) должности в будущем «национальном» правительстве.
В 1920 году В. Гейне вернулся к профессии юриста, представляя, среди прочих, первого президента Германии Фридриха Эберта.
В 1923—1925 гг. был членом комиссии по разработке «Закона о защите Республики».
После прихода национал-социалистов к власти в Германии в 1933 году В. Гейне эмигрировал в Швейцарию.
Помимо своей политической и юридической деятельности, Гейне был автором многочисленных юридических и политических статей.